# Redon (isten)
Redon az ókori illírek egyik istene volt, kultusza feltételezhetően az i. e. 2. században terjedt el előbb Dél-Illíriában, majd az észak-illíriai területeken is, és még századokig fennmaradt a római hódítást követően is. Feltételezések szerint a hajósok és az utazók, a tenger istene volt, jellemző attribútuma a petaszosz néven ismert, a görög Hermészéhez hasonló fejfedő.
Képi ábrázolásának első megjelenése az i. e. 2. században Dél-Illíriában kibocsátott pénzérmékről ismert. Az Illír Királyság székvárosában, Lisszoszban vert bronzpénz előlapján egy jobbra néző férfifej portréja látható, fején petaszosszal és a  ΡΕΔΟΝ (REDON) felírással. Korábban általánosan elterjedt nézet volt, hogy az érme az akkor uralkodó illír király, Genthiosz portréja, de voltak elméletek, amelyek a férfiban egy illír héroszt vagy egy lisszoszi tanácstagot láttak. Hasan Ceka, az illír éremkincs monográfusa az 1970-es években rámutatott, hogy az illírek tengeristenéről, Redonról van szó. Ezt az elméletet igazolja – szemben a Genthiosz-hipotézissel –, hogy az Illír Királyság i. e. 168. évi bukása után, már római fennhatóság alatt a dél-illíriai Dyrrhachium lakói, Lissusban a lisszitánok, Scodrában a labeátok, Daorsumban pedig a daorszok is vertek olyan érméket, amelyek felírás és névjelölés nélkül ugyan, de a petaszoszos férfifejet ábrázolták.
A petaszosz alapján a kutatók Redont a görög mitológia Hermészével, a kereskedők és tolvajok istenével rokonítják. Úgy vélik, Hermész alakja közel állhatott a tengerjárással, kereskedéssel és kalózkodással foglalkozó – a görög mitológiára egyébként is nyitott – illírekhez, akik Redon néven saját hiedelemrendszerük egyik kiemelt alakjává, a hajósok és utazók, a tenger istenévé tették. Gyakran az ókorban fontos viszonyítási pontként ismert Rodon-fok nevét is összefüggésbe hozzák az ókori illírek istenségével. A régészeti ásatásokról előkerült római kori feliratok alapján a Dyrrhachiumtól Scodráig húzódó déli területeken Redon kultusza még évszázadokig fennmaradt. A szórványos régészeti leletek és műtárgyak, feliratok arra utalnak, hogy az i. e. 1. században Redon kultusza elterjedt az északi illírek körében is. Az apuliai Santa Maria di Leuca egyik tengeri barlangjában fennmaradt egy ókori felirat, amelyen liburnok örökítették meg hajóik nevét: az egyiket az illírek hadistenéről, Medauroszról, a másikat Redon tengeristenről nevezték el. Egyes értelmezések szerint a Bécsi Szépművészeti Múzeumban őrzött, Gemma Augustea néven ismert, ónixból faragott dísztárgy az i. sz. 6–9 közötti nagy illír felkelés leverésének állít emléket, és az alsó sor alakjai között felismerhető az illír Hermész/Redon alakja is.
- Genthiosz lisszoszi bronzpénze Redon portréjával
- A Gemma Augustea, alsó sávjában a legyőzött illírek között diadaloszlopukat felállító rómaiak, jobbra az Illíriában is tisztelt Artemisz és Redon alakja